# Giải bóng đá vô địch quốc gia Quần đảo Cook 2000
Giải bóng đá vô địch quốc gia Quần đảo Cook 2000 là mùa giải thứ 27 được ghi nhận của giải đấu bóng đá cao nhất ở Quần đảo Cook, với việc không rõ kết quả ở các mùa giải từ 1951 đến 1969, mùa giải 1986 và cả 1988–1990. Nikao Sokattak giành chức vô địch đầu tiên được ghi nhận. Tupapa Maraerenga là đội á quân.

## Giải thưởng
Teiva Tauira, thi đấu cho Avatiu giành giải thưởng Cầu thủ xuất sắc nhất năm.